# Sason sundaicum
Espèce
Sason sundaicum est une espèce d'araignées mygalomorphes de la famille des Barychelidae.

## Distribution
Cette espèce se rencontre sur les îles de Phuket, Sire et Tarutao en Thaïlande et de Langkawi en Malaisie,.

## Description
Les mâles mesurent de 5,7 à 6,8 mm et les femelles de 7,7 à 11,0 mm.

## Publication originale
- Schwendinger, 2003 : Two new species of the arboreal trapdoor spider genus Sason (Araneae: Barychelidae) from Southeast Asia. Raffles Bulletin of Zoology, vol. 51, no 2, p. 197-2074 (texte intégral).